# Исак Кондостефан
Исак Кондостефан (на гръцки: Ἰσαάκ Κοντοστέφανος) от влиятелната фамилия Кондостефан е византийски адмирал по времето на император Алексий I Комнин (упр. 1081 – 1118). Известен е с неуспехите си във войните против норманите.
Кондостефан се споменава за пръв път през 1080 година, по време на царската кампания срещу разбунтувалия се Никифор Мелисин. По време на похода той пада от своя кон и скоро е заловен от Мелисиновите турски съюзници, но е спасен от Георги Палеолог. Повторно се споменава с титлата протоновилисим по време на църковния събор във Влахерна (Blachernae) през 1094 година.
По времето на император Алексий I Комнин (упр. 1081 – 1118) е таласократор. През 1105 г. той е дука на византийския флот.
По време на норманската инвазия на Боемунд, Кондостефан става велик дука на флота, наследил на поста Ландулф, и е изпратен да посрещне нашествениците при Драч.. По собствена инициатива Кондостефан напада Отранто в Италия, който е защитаван от Ема Апулийска, дъщерята на Робер Гискар. Въпреки че силите му били достатъчни да превземе града, Исак започва преговори с Ема, които се проточили до пристигането на нови нормански подкрепления. Разбит от новопристигналите нормански войски, Кондостефан и войските му се оттеглят на албанския бряг. Там той превръща Авлона в своя база, от която да защитава Отрантския залив. При получаването на първите новини, че норманите се готвят да прекосят морето, войските на Кондостефан се паникьосали и отстъпили към Химара, а заповедите му не успели да върнат реда.
След акостирането на Боемунд на албанския бряг, Кондостефан получава заповед да нападне обоза на норманските войски, но той се проваля и в това начинание. След като получил писма от Ландулф, описващи некомпетентното командване на Кондостофан, императорът отзовал Исак през лятото на 1108 г. и назначил на негово място Мариан Маврокатакалон.

## Деца
Исак има четири деца:
- Стефан Кондостефан (* ок. 1107; † 1149 при Корфу), паниперсеваст, велик дука, женен 1125 г. за принцеса Анна Комнина, дъщеря на Йоан II Комнин [11]
- Андроник Кондостефан (fl. 1125 – 1156), женен ок. 1125 г. за Теодора, дъщеря на Адриан Комнин, син на севастократор Исак Комнин и племенник на мператор Алексий I Комнин.[12][13]
- Йоан Кондостефан, 1186 г. велик дука при Исак II Ангел[10]
- вероятно Алексий Кондостефан, 1140 г. дука на Дирахиум[10]